# Dominic Zwerger
Dominic Zwerger (Dornbirn, 16 luglio 1996) è un hockeista su ghiaccio austriaco.
Attualmente gioca nell'Ambrì-Piotta nella massima lega svizzera.

## Palmarès
- Coppa Spengler: 1

Ambrì-Piotta: 2022